# Interlands Duits voetbalelftal 1920-1929
Deze pagina toont een chronologisch en gedetailleerd overzicht van de interlands die het Duits voetbalelftal heeft gespeeld in de periode 1920 – 1929.

## Interlands

### 1920
|                                                                     |                                                                         |       |                 |                                                                                     |
| 27 juni Vriendschappelijk № 31 «onderlinge duels» 15:00 uur (UTC+1) | Zwitserland                                                             | 4 – 1 | Duitsland       | Sportplatz Utogrund, Zürich Toeschouwers: 8.000 Scheidsrechter: László Bálint (HUN) |
| 27 juni Vriendschappelijk № 31 «onderlinge duels» 15:00 uur (UTC+1) | Karl Meyer 19' Karl Meyer 38' Robert Afflerbach 50' Rudolf Ramseyer 77' |       | 79' Adolf Jäger | Sportplatz Utogrund, Zürich Toeschouwers: 8.000 Scheidsrechter: László Bálint (HUN) |

|                                                                          |                                                    |       |                                      |                                                                               |
| 26 september Vriendschappelijk № 32 «onderlinge duels» 15:30 uur (UTC+1) | Oostenrijk                                         | 3 – 2 | Duitsland                            | Simmeringer Had, Wenen Toeschouwers: 30.000 Scheidsrechter: Ákos Fehéry (HUN) |
| 26 september Vriendschappelijk № 32 «onderlinge duels» 15:30 uur (UTC+1) | Ferdinand Swatosch 64' Ferdinand Swatosch 83', 86' |       | 56' Hans Sutor 87' Leonhard Seiderer | Simmeringer Had, Wenen Toeschouwers: 30.000 Scheidsrechter: Ákos Fehéry (HUN) |

|                                                                        |                        |       |           |                                                                                     |
| 24 oktober Vriendschappelijk № 33 «onderlinge duels» 15:30 uur (UTC+1) | Duitsland              | 1 – 0 | Hongarije | Grunewaldstadion, Berlijn Toeschouwers: 55.000 Scheidsrechter: Jacques Hirrlé (SUI) |
| 24 oktober Vriendschappelijk № 33 «onderlinge duels» 15:30 uur (UTC+1) | Adolf Jäger 22' (pen.) |       |           | Grunewaldstadion, Berlijn Toeschouwers: 55.000 Scheidsrechter: Jacques Hirrlé (SUI) |

### 1921
|                                                                   |                                                          |       |                                                             | |
| 5 mei Vriendschappelijk № 34 «onderlinge duels» 16:00 uur (UTC+1) | Duitsland                                                | 3 – 3 | Oostenrijk                                                  | Stadion Dresdner FC Fußballring, Dresden Toeschouwers: 20.000 Scheidsrechter: Willem Eijmers (NED) |
| 5 mei Vriendschappelijk № 34 «onderlinge duels» 16:00 uur (UTC+1) | Luitpold Popp 7' Heinrich Träg 14' Leonhard Seiderer 58' |       | 33' (pen.) Richard Kuthan 58' Karl Wondrak 70' Josef Uridil | Stadion Dresdner FC Fußballring, Dresden Toeschouwers: 20.000 Scheidsrechter: Willem Eijmers (NED) |

|                                                                    |                                                       |       |           |                                                                                                  |
| 5 juni Vriendschappelijk № 35 «onderlinge duels» 17:30 uur (UTC+1) | Hongarije                                             | 3 – 0 | Duitsland | Hungária körúti stadion, Boedapest Toeschouwers: 30.000 Scheidsrechter: Heinrich Retschury (AUT) |
| 5 juni Vriendschappelijk № 35 «onderlinge duels» 17:30 uur (UTC+1) | Imre Schlosser 10' Béla Guttmann 29' József Braun 47' |       |           | Hungária körúti stadion, Boedapest Toeschouwers: 30.000 Scheidsrechter: Heinrich Retschury (AUT) |

|                                                                          |                                                    |       |                                     |                                                                                    |
| 18 september Vriendschappelijk № 36 «onderlinge duels» 13:00 uur (UTC+2) | Duitsland                                          | 3 – 3 | Finland                             | Töölön Pallokenttä, Helsinki Toeschouwers: 8.000 Scheidsrechter: Gösta Björk (SWE) |
| 18 september Vriendschappelijk № 36 «onderlinge duels» 13:00 uur (UTC+2) | Verner Eklöf 12' Holger Thorn 54' Gunnar Öhman 88' |       | 5', 66' Sepp Herberger 7' Hans Kalb | Töölön Pallokenttä, Helsinki Toeschouwers: 8.000 Scheidsrechter: Gösta Björk (SWE) |

### 1922
|                                                                      |                                         |       |                                        |                                                                                       |
| 26 maart Vriendschappelijk № 37 «onderlinge duels» 16:00 uur (UTC+1) | Duitsland                               | 2 – 2 | Zwitserland                            | Stadion am Riederwald, Frankfurt Toeschouwers: 35.000 Scheidsrechter: Wolf Boas (NED) |
| 26 maart Vriendschappelijk № 37 «onderlinge duels» 16:00 uur (UTC+1) | Andreas Franz 26' Leonhard Seiderer 34' |       | 72' Paolo Sturzenegger 86' Oskar Merkt | Stadion am Riederwald, Frankfurt Toeschouwers: 35.000 Scheidsrechter: Wolf Boas (NED) |

|                                                                      |            |                                         |           |                                                                                 |
| 23 april Vriendschappelijk № 38 «onderlinge duels» 16:30 uur (UTC+1) | Oostenrijk | 0 – 2                                   | Duitsland | Hohe Wartestadion, Wenen Toeschouwers: 70.000 Scheidsrechter: Ferenc Gerő (HUN) |
| 23 april Vriendschappelijk № 38 «onderlinge duels» 16:30 uur (UTC+1) |            | 69' Viktor Weißenbacher 77' Adolf Jäger |           | Hohe Wartestadion, Wenen Toeschouwers: 70.000 Scheidsrechter: Ferenc Gerő (HUN) |

|                                                                    |           |       |           | |
| 2 juli Vriendschappelijk № 39 «onderlinge duels» 17:00 uur (UTC+1) | Duitsland | 0 – 0 | Hongarije | Stadion an der Castroper Straße, Bochum Toeschouwers: 35.000 Scheidsrechter: Heinrich Retschury (AUT) |
| 2 juli Vriendschappelijk № 39 «onderlinge duels» 17:00 uur (UTC+1) |           |       |           | Stadion an der Castroper Straße, Bochum Toeschouwers: 35.000 Scheidsrechter: Heinrich Retschury (AUT) |

### 1923
|                                                                       |                                                                     |       |                       |                                                                                          |
| 1 januari Vriendschappelijk № 40 «onderlinge duels» 14:30 uur (UTC+1) | Italië                                                              | 3 – 1 | Duitsland             | Campo di viale Lombardia, Milaan Toeschouwers: 25.000 Scheidsrechter: Eugène Stutz (SUI) |
| 1 januari Vriendschappelijk № 40 «onderlinge duels» 14:30 uur (UTC+1) | Luigi Cevenini 79' Aristodemo Santamaria 85' Enrico Migliavacca 88' |       | 72' Leonhard Seiderer | Campo di viale Lombardia, Milaan Toeschouwers: 25.000 Scheidsrechter: Eugène Stutz (SUI) |

|                                                                    |           |       |           |                                                                                      |
| 10 mei Vriendschappelijk № 41 «onderlinge duels» 16:00 uur (UTC+1) | Duitsland | 0 – 0 | Nederland | Stadion Hoheluft, Hamburg Toeschouwers: 25.000 Scheidsrechter: Artur Björklund (SWE) |
| 10 mei Vriendschappelijk № 41 «onderlinge duels» 16:00 uur (UTC+1) |           |       |           | Stadion Hoheluft, Hamburg Toeschouwers: 25.000 Scheidsrechter: Artur Björklund (SWE) |

|                                                                    |                  |       |                                    |                                                                                        |
| 3 juni Vriendschappelijk № 42 «onderlinge duels» 15:00 uur (UTC+1) | Zwitserland      | 1 – 2 | Duitsland                          | Schützenmatte Stadion, Bazel Toeschouwers: 17.000 Scheidsrechter: Giovanni Mauro (ITA) |
| 3 juni Vriendschappelijk № 42 «onderlinge duels» 15:00 uur (UTC+1) | Robert Pache 86' |       | 3' Carl Hartmann 71' Carl Hartmann | Schützenmatte Stadion, Bazel Toeschouwers: 17.000 Scheidsrechter: Giovanni Mauro (ITA) |

|                                                                     |                               |       |                       |                                                                                          |
| 29 juni Vriendschappelijk № 43 «onderlinge duels» 19:00 uur (UTC+1) | Zweden                        | 2 – 1 | Duitsland             | Olympisch Stadion, Stockholm Toeschouwers: 16.000 Scheidsrechter: Ragnvald Smedvik (NOR) |
| 29 juni Vriendschappelijk № 43 «onderlinge duels» 19:00 uur (UTC+1) | Harry Dahl 47' Albin Dahl 64' |       | 38' Leonhard Seiderer | Olympisch Stadion, Stockholm Toeschouwers: 16.000 Scheidsrechter: Ragnvald Smedvik (NOR) |

|                                                                         |                         |       |                                         |                                                                                 |
| 12 augustus Vriendschappelijk № 44 «onderlinge duels» 16:00 uur (UTC+1) | Duitsland               | 1 – 2 | Finland                                 | Ilgen-Kampfbahn, Dresden Toeschouwers: 25.000 Scheidsrechter: Job Mutters (NED) |
| 12 augustus Vriendschappelijk № 44 «onderlinge duels» 16:00 uur (UTC+1) | Walter Claus-Oehler 31' |       | 10' (e.d.) Henry Müller 27' Aarne Linna | Ilgen-Kampfbahn, Dresden Toeschouwers: 25.000 Scheidsrechter: Job Mutters (NED) |

|                                                      |                 |       |           |                                                                                         |
| 4 november Vriendschappelijk № 45 «onderlinge duels» | Duitsland       | 1 – 0 | Noorwegen | Stadion Hoheluft, Hamburg Toeschouwers: 20.000 Scheidsrechter: Theo van Zwieteren (NED) |
| 4 november Vriendschappelijk № 45 «onderlinge duels» | Otto Harder 22' |       |           | Stadion Hoheluft, Hamburg Toeschouwers: 20.000 Scheidsrechter: Theo van Zwieteren (NED) |

### 1924
|                                                                        |                                             |       |                                                           |                                                                         |
| 13 januari Vriendschappelijk № 46 «onderlinge duels» 15:00 uur (UTC+1) | Duitsland                                   | 4 – 3 | Oostenrijk                                                | Zabo, Neurenberg Toeschouwers: 20.000 Scheidsrechter: Ernst Hebak (TCH) |
| 13 januari Vriendschappelijk № 46 «onderlinge duels» 15:00 uur (UTC+1) | Karl Auer 24' Andreas Franz 35', 42' (pen.) |       | 67' Ferdinand Swatosch 79' Karl Jiszda 83' Johann Horvath | Zabo, Neurenberg Toeschouwers: 20.000 Scheidsrechter: Ernst Hebak (TCH) |

|                                                                         |           |               |           |                                                                                               |
| 21 april Vriendschappelijk № 47 «onderlinge duels» 14:30 uur (UTC+1:20) | Nederland | 0 – 1         | Duitsland | Het Nederlandsch Sportpark, Amsterdam Toeschouwers: 26.000 Scheidsrechter: Félix Herren (SUI) |
| 21 april Vriendschappelijk № 47 «onderlinge duels» 14:30 uur (UTC+1:20) |           | 14' Karl Auer |           | Het Nederlandsch Sportpark, Amsterdam Toeschouwers: 26.000 Scheidsrechter: Félix Herren (SUI) |

|                                                                     |           |                                  |           |                                                                            |
| 15 juni Vriendschappelijk № 48 «onderlinge duels» 12:30 uur (UTC+1) | Noorwegen | 0 – 2                            | Duitsland | Gressbanen, Oslo Toeschouwers: 6.000 Scheidsrechter: Artur Björklund (SWE) |
| 15 juni Vriendschappelijk № 48 «onderlinge duels» 12:30 uur (UTC+1) |           | 18' Hans Sutor 36' Ludwig Wieder |           | Gressbanen, Oslo Toeschouwers: 6.000 Scheidsrechter: Artur Björklund (SWE) |

|                                                                         |                 |       |                                                                    |                                                                                   |
| 31 augustus Vriendschappelijk № 49 «onderlinge duels» 16:30 uur (UTC+1) | Duitsland       | 1 – 4 | Zweden                                                             | Grunewaldstadion, Berlijn Toeschouwers: 20.000 Scheidsrechter: Félix Herren (SUI) |
| 31 augustus Vriendschappelijk № 49 «onderlinge duels» 16:30 uur (UTC+1) | Otto Harder 28' |       | 19' Rune Wenzel 80' Otto Malm 81' Gunnar Rydberg 89' Bror Carlsson | Grunewaldstadion, Berlijn Toeschouwers: 20.000 Scheidsrechter: Félix Herren (SUI) |

|                                                                          |                                                                    |       |                 |                                                                                          |
| 21 september Vriendschappelijk № 50 «onderlinge duels» 16:00 uur (UTC+1) | Hongarije                                                          | 4 – 1 | Duitsland       | Üllői út, Boedapest Toeschouwers: 35.000 Scheidsrechter: Heinrich Retschury (Oostenrijk) |
| 21 september Vriendschappelijk № 50 «onderlinge duels» 16:00 uur (UTC+1) | Béla Szentmiklóssy 33' Hans Lang 42' (e.d.) József Takács 49', 64' |       | 56' Otto Harder | Üllői út, Boedapest Toeschouwers: 35.000 Scheidsrechter: Heinrich Retschury (Oostenrijk) |

|                                                                         |           |                   |        |                                                                                      |
| 23 november Vriendschappelijk № 51 «onderlinge duels» 14:00 uur (UTC+1) | Duitsland | 0 – 1             | Italië | Wedaustadion, Duisburg Toeschouwers: 40.000 Scheidsrechter: Theo van Zwieteren (NED) |
| 23 november Vriendschappelijk № 51 «onderlinge duels» 14:00 uur (UTC+1) |           | 56' Antonio Janni |        | Wedaustadion, Duisburg Toeschouwers: 40.000 Scheidsrechter: Theo van Zwieteren (NED) |

|                                                                         |                 |       |                     |                                                                                          |
| 14 december Vriendschappelijk № 52 «onderlinge duels» 14:00 uur (UTC+1) | Duitsland       | 1 – 1 | Zwitserland         | Stuttgarter Sport Club, Stuttgart Toeschouwers: 25.000 Scheidsrechter: Job Mutters (NED) |
| 14 december Vriendschappelijk № 52 «onderlinge duels» 14:00 uur (UTC+1) | Otto Harder 71' |       | 26' Walter Dietrich | Stuttgarter Sport Club, Stuttgart Toeschouwers: 25.000 Scheidsrechter: Job Mutters (NED) |

### 1925
|                                                                         |                                   |       |              |                                                                                               |
| 29 maart Vriendschappelijk № 53 «onderlinge duels» 14:30 uur (UTC+0:20) | Nederland                         | 2 – 1 | Duitsland    | Het Nederlandsch Sportpark, Amsterdam Toeschouwers: 30.000 Scheidsrechter: Félix Herren (SUI) |
| 29 maart Vriendschappelijk № 53 «onderlinge duels» 14:30 uur (UTC+0:20) | Rieks de Haas 34' Wim Volkers 51' |       | 78' Kurt Voß | Het Nederlandsch Sportpark, Amsterdam Toeschouwers: 30.000 Scheidsrechter: Félix Herren (SUI) |

|                                                                     |                    |       |           |                                                                                          |
| 21 juni Vriendschappelijk № 54 «onderlinge duels» 14:00 uur (UTC+1) | Zweden             | 1 – 0 | Duitsland | Olympisch Stadion, Stockholm Toeschouwers: 10.000 Scheidsrechter: Lauritz Andersen (DEN) |
| 21 juni Vriendschappelijk № 54 «onderlinge duels» 14:00 uur (UTC+1) | Filip Johansson 9' |       |           | Olympisch Stadion, Stockholm Toeschouwers: 10.000 Scheidsrechter: Lauritz Andersen (DEN) |

|                                                                     |                                     |       |                                                              |                                                                                       |
| 26 juni Vriendschappelijk № 55 «onderlinge duels» 19:00 uur (UTC+2) | Finland                             | 3 – 5 | Duitsland                                                    | Töölön Pallokenttä, Helsinki Toeschouwers: 3.500 Scheidsrechter: Sigfrid Benzer (SWE) |
| 26 juni Vriendschappelijk № 55 «onderlinge duels» 19:00 uur (UTC+2) | Hjalmar Kelin 28' Aulis Koponen 50' |       | 52', 71', 79' Paul Pömpner 75' (pen.) Hans Ruch 87' Kurt Voß | Töölön Pallokenttä, Helsinki Toeschouwers: 3.500 Scheidsrechter: Sigfrid Benzer (SWE) |

|                                                                        |             |                                               |           |                                                                                  |
| 25 oktober Vriendschappelijk № 56 «onderlinge duels» 14:45 uur (UTC+1) | Zwitserland | 0 – 4                                         | Duitsland | Sportplatz Rankhof, Bazel Toeschouwers: 15.000 Scheidsrechter: Eugen Braun (AUT) |
| 25 oktober Vriendschappelijk № 56 «onderlinge duels» 14:45 uur (UTC+1) |             | 7', 42', 52' Otto Harder 74' Georg Hochgesang |           | Sportplatz Rankhof, Bazel Toeschouwers: 15.000 Scheidsrechter: Eugen Braun (AUT) |

### 1926
|                                                                      |                                               |       |                               |                                                                                      |
| 18 april Vriendschappelijk № 57 «onderlinge duels» 16:00 uur (UTC+1) | Duitsland                                     | 4 – 2 | Nederland                     | Rheinstadion, Düsseldorf Toeschouwers: 60.000 Scheidsrechter: Lauritz Andersen (DEN) |
| 18 april Vriendschappelijk № 57 «onderlinge duels» 16:00 uur (UTC+1) | Josef Pöttinger 17', 43', 85' Otto Harder 79' |       | 20' Wim Tap 71' Terus Küchlin | Rheinstadion, Düsseldorf Toeschouwers: 60.000 Scheidsrechter: Lauritz Andersen (DEN) |

|                                                                     |                           |       |                                           |                                                                              |
| 20 juni Vriendschappelijk № 58 «onderlinge duels» 16:00 uur (UTC+1) | Duitsland                 | 3 – 3 | Zweden                                    | Zabo, Neurenberg Toeschouwers: 25.000 Scheidsrechter: Lauritz Andersen (DEN) |
| 20 juni Vriendschappelijk № 58 «onderlinge duels» 16:00 uur (UTC+1) | Otto Harder 21', 35', 43' |       | 26', 82' Albin Hallbäck 34' Gunnar Olsson | Zabo, Neurenberg Toeschouwers: 25.000 Scheidsrechter: Lauritz Andersen (DEN) |

|                                                                       |                  |       |                                                          | |
| 31 oktober Vriendschappelijk № 59 «onderlinge duels» 14:00 uur (UTC+) | Nederland        | 2 – 3 | Duitsland                                                | Het Nederlandsch Sportpark, Amsterdam Toeschouwers: 30.000 Scheidsrechter: Albert Prince-Cox (ENG) |
| 31 oktober Vriendschappelijk № 59 «onderlinge duels» 14:00 uur (UTC+) | Wim Tap 16', 89' |       | 32' Ludwig Wieder 43' Otto Harder 85' (e.d.) Rat Verlegh | Het Nederlandsch Sportpark, Amsterdam Toeschouwers: 30.000 Scheidsrechter: Albert Prince-Cox (ENG) |

|                                                                         |                                      |       |                                              |                                                                                     |
| 12 december Vriendschappelijk № 73 «onderlinge duels» 14:00 uur (UTC+1) | Duitsland                            | 2 – 3 | Zwitserland                                  | Städtisches Stadion, München Toeschouwers: 40.000 Scheidsrechter: Job Mutters (NED) |
| 12 december Vriendschappelijk № 73 «onderlinge duels» 14:00 uur (UTC+1) | Georg Hochgesang 44' Karl Scherm 50' |       | 7' Max Brand 15' Max Weiler 83' Ernesto Fink | Städtisches Stadion, München Toeschouwers: 40.000 Scheidsrechter: Job Mutters (NED) |

### 1927
|                                                                       |                                         |       |                    |                                                                                               |
| 2 oktober Vriendschappelijk № 61 «onderlinge duels» 13:30 uur (UTC+1) | Duitsland                               | 3 – 1 | Denemarken         | Københavns Idrætspark, Kopenhagen Toeschouwers: 19.000 Scheidsrechter: Ragnvald Smedvik (NOR) |
| 2 oktober Vriendschappelijk № 61 «onderlinge duels» 13:30 uur (UTC+1) | Michael Rohde 23', 48' Henry Hansen 31' |       | 44' Georg Kießling | Københavns Idrætspark, Kopenhagen Toeschouwers: 19.000 Scheidsrechter: Ragnvald Smedvik (NOR) |

|                                                                        |                                                                                     |       |                                    |                                                                                      |
| 23 oktober Vriendschappelijk № 62 «onderlinge duels» 15:00 uur (UTC+1) | Duitsland                                                                           | 6 – 2 | Noorwegen                          | Altonaerstadion, Hamburg Toeschouwers: 30.000 Scheidsrechter: Lauritz Andersen (DEN) |
| 23 oktober Vriendschappelijk № 62 «onderlinge duels» 15:00 uur (UTC+1) | Georg Hochgesang 55' Josef Pöttinger 67', 69', 88' Hans Kalb 73' Ludwig Hofmann 82' |       | 3' Gunnar Dahl 24' Einar Gundersen | Altonaerstadion, Hamburg Toeschouwers: 30.000 Scheidsrechter: Lauritz Andersen (DEN) |

|                                                                         |                          |       |                                 |                                                                                            |
| 20 november Vriendschappelijk № 63 «onderlinge duels» 14:00 uur (UTC+1) | Duitsland                | 2 – 2 | Nederland                       | Müngersdorfer Stadion, Keulen Toeschouwers: 60.000 Scheidsrechter: Albert Prince-Cox (ENG) |
| 20 november Vriendschappelijk № 63 «onderlinge duels» 14:00 uur (UTC+1) | Josef Pöttinger 46', 70' |       | 38' Jaap Weber 82' Felix Smeets | Müngersdorfer Stadion, Keulen Toeschouwers: 60.000 Scheidsrechter: Albert Prince-Cox (ENG) |

### 1928
|                                                                      |                                 |       |                                                            |                                                                               |
| 15 april Vriendschappelijk № 64 «onderlinge duels» 15:00 uur (UTC+1) | Zwitserland                     | 2 – 3 | Duitsland                                                  | Stadion Neufeld, Bern Toeschouwers: 16.000 Scheidsrechter: Stanley Rous (ENG) |
| 15 april Vriendschappelijk № 64 «onderlinge duels» 15:00 uur (UTC+1) | Willy Jäggi 78' Willy Jäggi 81' |       | 18' Richard Hofmann 47' Josef Pöttinger 61' Ernst Albrecht | Stadion Neufeld, Bern Toeschouwers: 16.000 Scheidsrechter: Stanley Rous (ENG) |

| Olympische Spelen 1928 |
| ---------------------- |

|                                                                                      |                                                                                |       |             |                                                                                       |
| 28 mei Olympische Spelen Achtste finale № 65 «onderlinge duels» 14:00 uur (UTC+1:20) | Duitsland                                                                      | 4 – 0 | Zwitserland | Olympisch Stadion, Amsterdam Toeschouwers: 16.158 Scheidsrechter: Willem Eymers (NED) |
| 28 mei Olympische Spelen Achtste finale № 65 «onderlinge duels» 14:00 uur (UTC+1:20) | Richard Hofmann 17' Josef Hornauer 42' Richard Hofmann 75' Richard Hofmann 85' |       |             | Olympisch Stadion, Amsterdam Toeschouwers: 16.158 Scheidsrechter: Willem Eymers (NED) |

|                                                                                   |                                  |       |                     |                                                                                         |
| 3 juni Olympische Spelen Kwartfinale № 66 «onderlinge duels» 16:00 uur (UTC+1:20) | Uruguay                          | 4 – 1 | Duitsland           | Olympisch Stadion, Amsterdam Toeschouwers: 25.131 Scheidsrechter: Yussuf Muhammad (EGY) |
| 3 juni Olympische Spelen Kwartfinale № 66 «onderlinge duels» 16:00 uur (UTC+1:20) | Petrone 35', 39', 84' Castro 63' |       | 81' Richard Hofmann | Olympisch Stadion, Amsterdam Toeschouwers: 25.131 Scheidsrechter: Yussuf Muhammad (EGY) |

|  |  |  |  |  |  |  |  |  |

|                                                                          |                                        |       |                    |                                                                                       |
| 16 september Vriendschappelijk № 67 «onderlinge duels» 15:30 uur (UTC+1) | Duitsland                              | 2 – 1 | Denemarken         | Städtisches Stadion, Neurenberg Toeschouwers: 35.000 Scheidsrechter: Paul Ruoff (SUI) |
| 16 september Vriendschappelijk № 67 «onderlinge duels» 15:30 uur (UTC+1) | Konrad Heidkamp 58' Ludwig Hofmann 68' |       | 9' Pauli Jørgensen | Städtisches Stadion, Neurenberg Toeschouwers: 35.000 Scheidsrechter: Paul Ruoff (SUI) |

|                                                                          |           |                                      |           |                                                                                   |
| 23 september Vriendschappelijk № 68 «onderlinge duels» 13:00 uur (UTC+1) | Noorwegen | 0 – 2                                | Duitsland | Ullevaalstadion, Oslo Toeschouwers: 16.400 Scheidsrechter: Lauritz Andersen (DEN) |
| 23 september Vriendschappelijk № 68 «onderlinge duels» 13:00 uur (UTC+1) |           | 17' Joseph Schmitt 62' Ernst Kuzorra |           | Ullevaalstadion, Oslo Toeschouwers: 16.400 Scheidsrechter: Lauritz Andersen (DEN) |

|                                                                          |                                            |       |           |                                                                                       |
| 30 september Vriendschappelijk № 69 «onderlinge duels» 14:00 uur (UTC+1) | Zweden                                     | 2 – 0 | Duitsland | Olympisch Stadion, Stockholm Toeschouwers: 20.000 Scheidsrechter: Sophus Hansen (DEN) |
| 30 september Vriendschappelijk № 69 «onderlinge duels» 14:00 uur (UTC+1) | Harry Lundahl 44' (pen.) Gunnar Olsson 89' |       |           | Olympisch Stadion, Stockholm Toeschouwers: 20.000 Scheidsrechter: Sophus Hansen (DEN) |

### 1929
|                                                                         | |       |                  |                                                                                          |
| 10 februari Vriendschappelijk № 70 «onderlinge duels» 15:00 uur (UTC+1) | Duitsland | 7 – 1 | Zwitserland      | Mannheimer Stadion, Mannheim Toeschouwers: 30.000 Scheidsrechter: Lauritz Andersen (DEN) |
| 10 februari Vriendschappelijk № 70 «onderlinge duels» 15:00 uur (UTC+1) | Georg Frank 8' Johannes Sobeck 23' Georg Frank 45' Josef Pöttinger 57' Georg Frank 61' Georg Frank 72' Johannes Sobeck 83' |       | 74' Max Abegglen | Mannheimer Stadion, Mannheim Toeschouwers: 30.000 Scheidsrechter: Lauritz Andersen (DEN) |

|                                                                      |                  |       |                                    |                                                                                        |
| 28 april Vriendschappelijk № 71 «onderlinge duels» 15:30 uur (UTC+1) | Italië           | 1 – 2 | Duitsland                          | Stadio Filadelfia, Turijn Toeschouwers: 30.000 Scheidsrechter: Harry Ernest Gray (ENG) |
| 28 april Vriendschappelijk № 71 «onderlinge duels» 15:30 uur (UTC+1) | Gino Rossetti 6' |       | 12' Josef Hornauer 80' Georg Frank | Stadio Filadelfia, Turijn Toeschouwers: 30.000 Scheidsrechter: Harry Ernest Gray (ENG) |

|                                                                    |               |       |                  |                                                                                  |
| 1 juni Vriendschappelijk № 72 «onderlinge duels» 18:00 uur (UTC+1) | Duitsland     | 1 – 1 | Schotland        | Grunewaldstadion, Berlijn Toeschouwers: 40.000 Scheidsrechter: Otto Olsson (SWE) |
| 1 juni Vriendschappelijk № 72 «onderlinge duels» 18:00 uur (UTC+1) | Hans Ruch 49' |       | 87' Willie Imrie | Grunewaldstadion, Berlijn Toeschouwers: 40.000 Scheidsrechter: Otto Olsson (SWE) |

|                                                                     |                               |       |        |                                                                                      |
| 23 juni Vriendschappelijk № 73 «onderlinge duels» 17:00 uur (UTC+1) | Duitsland                     | 3 – 0 | Zweden | Müngersdorfer Stadion, Keulen Toeschouwers: 52.000 Scheidsrechter: Eugen Braun (AUT) |
| 23 juni Vriendschappelijk № 73 «onderlinge duels» 17:00 uur (UTC+1) | Richard Hofmann 27', 65', 85' |       |        | Müngersdorfer Stadion, Keulen Toeschouwers: 52.000 Scheidsrechter: Eugen Braun (AUT) |

|                                                                        |                                                                 |       |         |                                                                                 |
| 20 oktober Vriendschappelijk № 74 «onderlinge duels» 15:00 uur (UTC+1) | Duitsland                                                       | 4 – 0 | Finland | Altonaerstadion, Hamburg Toeschouwers: 20.000 Scheidsrechter: Bjarne Bech (NOR) |
| 20 oktober Vriendschappelijk № 74 «onderlinge duels» 15:00 uur (UTC+1) | Fritz Szepan 52' August Sackenheim 61', 81' Richard Hofmann 70' |       |         | Altonaerstadion, Hamburg Toeschouwers: 20.000 Scheidsrechter: Bjarne Bech (NOR) |

DFB · A-internationals · Bondscoaches · Duits vrouwenelftal · Olympisch elftal · Duitsland U21 · Duitsland U20 · Duitsland U19 · Duitsland U18 · Duitsland U17 · Duitsland U16 · Vrouwen U17
1905 – 1919 · 
1920 – 1929 · 
1930 – 1939 · 
1940 – 1949 · 
1950 – 1959 · 
1960 – 1969 · 
1970 – 1979 · 
1980 – 1989 · 
1990 – 1999 · 
2000 – 2009 · 
2010 – 2019 · 
2020 – 2029
EK's: 1972 · 
1976 · 
1980 · 
1984 · 
1988 · 
1992 · 
1996 · 
2000 · 
2004 · 
2008 · 
2012 · 
2016 · 
2020 · 
2024
CC: 1999 · 
2005 · 
2017
WK's: 1934 ·
1938 · 
1954 · 
1958 · 
1962 · 
1966 · 
1970 · 
1974 · 
1978 · 
1982 · 
1986 · 
1990 · 
1994 · 
1998 · 
2002 · 
2006 · 
2010 · 
2014 · 
2018 · 
2022
OS: 1912 ·
1928 ·
1936 ·
2016 ·
2020
Albanië ·
Algerije ·
Argentinië ·
Armenië ·
Australië ·
Azerbeidzjan ·
België ·
Bohemen en Moravië ·
Bolivia ·
Bosnië en Herzegovina ·
Brazilië ·
Bulgarije ·
Canada ·
Chili ·
China ·
Colombia ·
Costa Rica ·
Cyprus ·
DDR ·
Denemarken ·
Ecuador ·
Egypte ·
Engeland ·
Estland ·
Faeröer ·
Finland ·
Frankrijk ·
Georgië ·
Ghana ·
Gibraltar ·
GOS ·
Griekenland ·
Hongarije ·
Ierland ·
IJsland ·
Iran ·
Israël ·
Italië ·
Ivoorkust ·
Japan ·
Joegoslavië ·
Kameroen ·
Kazachstan ·
Koeweit ·
Kroatië ·
Letland ·
Liechtenstein ·
Litouwen ·
Luxemburg ·
Malta ·
Marokko ·
Mexico ·
Moldavië ·
Nederland ·
Nieuw-Zeeland ·
Nigeria ·
Noord-Ierland ·
Noord-Macedonië ·
Noorwegen ·
Oekraïne ·
Oman ·
Oostenrijk ·
Paraguay ·
Peru ·
Polen ·
Portugal ·
Roemenië ·
Rusland ·
Saarland ·
San Marino ·
Saoedi-Arabië ·
Schotland ·
Servië ·
Servië en Montenegro · 
Slovenië ·
Slowakije ·
Sovjet-Unie ·
Spanje ·
Thailand ·
Tsjechië ·
Tsjecho-Slowakije ·
Tunesië ·
Turkije ·
Uruguay ·
Verenigde Arabische Emiraten ·
Verenigde Staten ·
Wales ·
Wit-Rusland ·
Zuid-Afrika ·
Zuid-Korea ·
Zweden ·
Zwitserland
Algerije (1982) · 
Algerije (2014) · 
Argentinië (1986) ·
Argentinië (1990) ·
Argentinië (2006) ·
Argentinië (2014) · 
Australië (2010) ·
België (1980) · 
Brazilië (2002) ·
Brazilië (2014) · 
Chili (1982) ·
Costa Rica (2006) ·
Denemarken (1992) ·
Denemarken (2012) · 
Ecuador (2006) ·
Engeland (1966) ·
Engeland (1982) ·
Engeland (2010) ·
Engeland (2021) ·
Frankrijk (2014) · 
Frankrijk (2021) · 
Ghana (2014) ·
Griekenland (2012) · 
Hongarije (1954, 2) ·
Hongarije (2021) ·
Italië (1982) ·
Italië (2006) ·
Italië (2012) · 
Japan (2022) · 
Kroatië (2008) ·
Mexico (2018) ·
Nederland (1974) ·
Nederland (2012) ·
Oekraïne (2016) ·
Oostenrijk (1982) ·
Oostenrijk (2008) ·
Polen (2006) ·
Polen (2008) ·
Polen (2016) ·
Portugal (2006) ·
Portugal (2008) ·
Portugal (2012) ·
Portugal (2014) ·
Portugal (2021) ·
Servië (2010) ·
Sovjet-Unie (1972) · 
Spanje (1982) ·
Spanje (2008) ·
Spanje (2022) ·
Tsjechië (1996, 2) · 
Tsjecho-Slowakije (1976) ·
Turkije (2008) ·
Verenigde Staten (2014) ·
Zuid-Korea (2018) ·
Zweden (2006)
België · Bulgarije · Denemarken · Duitsland · Engeland · Estland · Finland · Frankrijk · Griekenland · Hongarije · Ierland · Italië · Joegoslavië · Letland · Litouwen · Luxemburg · Nederland · Noord-Ierland · Noorwegen · Oostenrijk · Polen · Portugal · Roemenië · Schotland · Sovjet-Unie · Spanje · Tsjecho-Slowakije · Turkije · Wales · Zweden · Zwitserland